# Relações entre Estados Unidos e Etiópia
As relações entre Estados Unidos e Etiópia são as relações bilaterais entre a Etiópia e os Estados Unidos. A Etiópia é um parceiro estratégico dos Estados Unidos na Guerra Global contra o Terrorismo. Os Estados Unidos são o maior doador para a Etiópia: em 2008 a ajuda externa estadunidense à Etiópia somou US$ 969 milhões, em 2009 US$ 916 milhões, em 2010 estimou em US$ 513 e US$ 586 solicitados para 2011.  A assistência estadunidense ao desenvolvimento da Etiópia está focada na redução da vulnerabilidade à escassez, da fome e da pobreza e enfatiza as reformas das políticas econômicas, governamentais e do setor social. Alguns fundos de treinamento militar, incluindo treinamento em questões como as leis de guerra e observância dos direitos humanos, também são fornecidos.
Recentemente, o governo etíope foi criticado por violações graves dos direitos humanos. De acordo com a Human Rights Watch, a ajuda dada pelos Estados Unidos está sendo abusada a corroer a democracia na Etiópia. 

## História
As relações entre os Estados Unidos e a Etiópia foram estabelecidas em 1903, após nove dias de reuniões na Etiópia entre o Imperador Menelik II e Robert P. Skinner, emissário do presidente Theodore Roosevelt. Esta primeira etapa foi ampliada com tratados de arbitragem e conciliação, assinados em Addis Ababa, em 26 de janeiro de 1929.  Estas relações formais incluíram uma concessão do estatuto de nação mais favorecida e foram boas até a ocupação italiana em 1935.
Warqenah Eshate, ao visitar os Estados Unidos em 1927, visitou Harlem, onde transmitiu as saudações de Ras Tafari à comunidade afro-americana e o convite de Tafari aos afro-americanos qualificados para se estabelecerem na Etiópia. Vários afro-americanos viajariam para a Etiópia, onde desempenharam vários papéis na modernização do país antes da conquista italiana em 1935. 
Em sua autobiografia, o imperador Haile Selassie observa que os Estados Unidos foram um de somente cinco países que recusaram reconhecer a conquista italiana de seu país. 

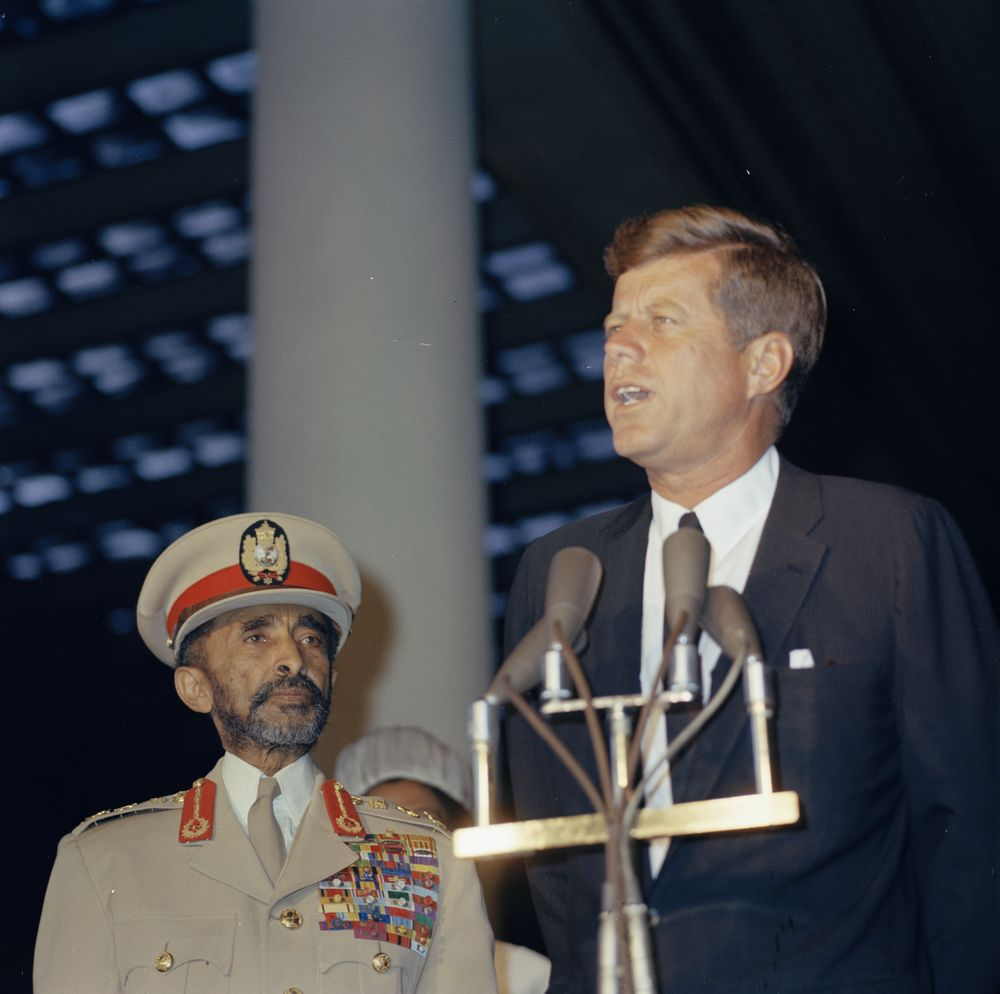
Presidente Kennedy e Haile Selassie em 1963.

Após o retorno do imperador Haile Selassie à Etiópia, os Estados Unidos certificaram a Etiópia para a participação no Lend-Lease. Isto foi seguido em 16 de maio de 1944 pela chegada do que foi chamado mais tarde de Missão dos Companheiros, conduzida por James M. Landis. Outro evento significativo ocorreu em janeiro de 1944, quando o presidente Franklin Roosevelt se encontrou pessoalmente com o imperador Haile Selassie a bordo do cruzador pesado USS Quincy no Grande Lago Amargo no Egito. Embora nenhuma questão de fundo tenha sido resolvida, a reunião reforçou a já forte predileção do Imperador para com os Estados Unidos, bem como desagradou os britânicos que haviam estado em desacordo com o governo etíope sobre a disposição da Eritreia e do Ogaden.  Esses vínculos foram fortalecidos com a assinatura do tratado de amizade e relações econômicas de setembro de 1951.  Em 1953, foram assinados mais dois acordos: um acordo de assistência de defesa mútua, segundo o qual os Estados Unidos concordaram em fornecer equipamento e treinamento militar e um acordo que regularizasse as operações de uma instalação de comunicação estadunidense em Asmara, Kagnew Station. Em 1957, o então vice-presidente Richard Nixon visitou a Etiópia e chamou-a de "um dos aliados mais fiéis e consistentes dos Estados Unidos".  Além disso, durante a década de 1960 o Exército dos Estados Unidos forneceu mapeamento para grande parte do país da Etiópia em uma operação conhecida como Missão de Mapeamento Etiópia-Estados Unidos.  Até o ano fiscal de 1978, os Estados Unidos forneceram à Etiópia $ 282 milhões em assistência militar e $ 366 milhões em assistência econômica em agricultura, educação, saúde pública e transporte.

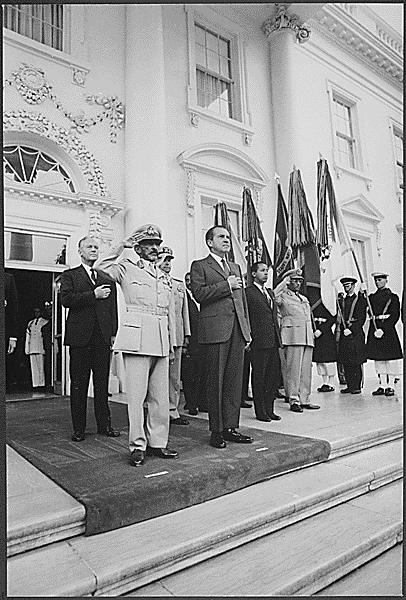
Imperador Haille Sellasse e o Presidente Nixon em 1969.

A Etiópia foi um dos primeiros países a participar do programa Corpo da Paz, que enfatizava a agricultura, educação básica, turismo, saúde, desenvolvimento econômico e o ensino do inglês como língua estrangeira. O Corpo da Paz relata que desde 1962, quando seus primeiros voluntários chegaram à Etiópia, um total de 2.934 voluntários serviram nesse país.  O Serviço de Informação dos Estados Unidos, os intercâmbios educacionais e culturais também foram uma parte importante de suas relações.

### Regime Mengistu
Após a revolução etíope de 1974, a relação bilateral começou a esfriar devido à ligação do Derg com o comunismo internacional e a repulsa dos Estados Unidos pelos abusos dos direitos humanos da junta. Os Estados Unidos rejeitaram o pedido da Etiópia de aumentar a assistência militar para intensificar sua luta contra o movimento secessionista eritreu e para repelir a invasão somali. A Lei Internacional de Segurança e Desenvolvimento de 1985 proibiu toda a assistência econômica dos Estados Unidos à Etiópia, com exceção de desastres humanitários e ajuda de emergência. Em julho de 1980, o embaixador dos Estados Unidos na Etiópia foi convocado pelo governo etíope (que era então Frederic L. Chapin), e a Embaixada dos Estados Unidos na Etiópia e a Embaixada da Etiópia nos Estados Unidos seriam dirigidas posteriormente pelos encarregados de negócios. 

### Pós-regime Mengistu
Com a queda de Mengistu Haile Mariam (que tinha tomado o controle do Derg), as relações entre os Estados Unidos e a Etiópia melhoraram à medida que as restrições legislativas sobre a assistência não-humanitária à Etiópia foram retiradas. As relações diplomáticas seriam ampliadas para o nível de embaixadores em 1992. A assistência total do governo dos Estados Unidos, incluindo ajuda alimentar entre 1991 e 2003, foi de $2.3 bilhões. Durante o ano de seca severa de 2003, os Estados Unidos forneceram um recorde de $553.1 milhões em assistência, dos quais $471.7 milhões foram ajuda alimentar. 

## Ligação externas
- History of Ethiopia - U.S. relations
- Embassy of Ethiopia to the United States website
- "U.S. to Test Soviet 'New Thinking': Talks on Africa," The Christian Science Monitor, May 4, 1989.

- Este artigo foi inicialmente traduzido, total ou parcialmente, do artigo da Wikipédia em inglês cujo título é «Ethiopia–United States relations».